# El Tingo
El Tingo, auch El Tingo – La Esperanza, ist eine Parroquia rural („ländliches Kirchspiel“) im Kanton Pujilí der ecuadorianischen Provinz Cotopaxi. Die Parroquia besitzt eine Fläche von 193,96 km². Sitz der Verwaltung ist La Esperanza. Die Einwohnerzahl lag im Jahr 2010 bei 4051. Für das Jahr 2015 wurde eine Einwohnerzahl von 4437 prognostiziert.

## Lage
Die Parroquia El Tingo liegt an der Westflanke der Cordillera Occidental. Der Río Chiquinquira fließt entlang der nördlichen und nordwestlichen Verwaltungsgrenze nach Westen. Der Río Calope (im Oberlauf Río Chuquiraguas) entwässert den Süden der Parroquia ebenfalls in westlicher Richtung. Der 1480 m hoch gelegene Hauptort La Esperanza befindet sich etwa 40 km westnordwestlich vom Kantonshauptort Pujilí. Die Fernstraße E30 (Quevedo–Latacunga) führt an La Esperanza vorbei.
Die Parroquia El Tingo grenzt im Nordwesten und im Westen an das Municipio von La Maná, im Nordwesten an die Parroquia Guasaganda (Kanton La Maná), im Nordosten an die Parroquia Chugchilán (Kanton Sigchos), im Osten an die Parroquia Zumbahua, im Südosten an die Parroquia Pilaló, sowie im Südwesten an die Parroquias Ramón Campaña und Moraspungo (beide im Kanton Pangua).

## Orte und Siedlungen
Neben dem Verwaltungssitz (cabecera parroquial) La Esperanza und der Comunidad Tagualó gibt es in der Parroquia folgende Recintos: Siete Ríos, Macuchi, Negrillo, Palmar, California, EI Oriente N° 1, El Oriente N° 2, Guayacán, Recta de Vélez, Progreso, Jesús del Gran Poder, Isla de Puembo, Puembo Chico, Puembo und San Vicente de Puembo. Ferner gibt es die Sectores Los Tingos-La Morenita, Santa Cecilia, Antotan, Tundupamba, Coop. Confraternidad und Coop. Simón Bolívar.

## Geschichte
Die Parroquia El Tingo wurde am 29. Mai 1861 gegründet. Der erste bekannte Eintrag im Registro Oficial stammt vom 22. April 1897 mit der N° 350.